# Karoline Pedersen
Karoline Pedersen, född 13 mars 1999 i Stavanger, är en norsk ishockeyspelare från Stavanger och spelar för Malmö Redhawks. Hon har tidigare spelat för Djurgården Hockey Dam, Haninge Anchors HC, Stavanger Hockey och Stavanger Oilers. 